# Tolc
El Tolc és una bèstia foguera del barri del Clot, Barcelona. Pertany a la secció de cultura de l'Orfeó Martinenc, juntament amb els gegants i la resta de figures d'imatgeria festiva i popular del barri. Representa una gàrgola alada i actua posant en funcionament una dotzena de punts de foc, repartits entre els queixals, les mans i les ales.
La figura és feta de fibra de vidre i té una estructura de ferro que l'aguanta. Es mou sobre quatre rodes, empesa per dos portadors que s'han d'anar rellevant perquè és molt feixuga –pesa uns 200 quilograms, aproximadament.
En Tolc va néixer el 1995 per substituir el drac vell de la colla dels Diables del Clot, una peça de roba que circulava des del principi dels vuitanta i que amb el pas dels anys havia quedat malmesa pel foc. La construcció de la nova bèstia fou encarregada a l'imatger Xavier Jansana i li posaren el nom de Tolc –Clot a l'inrevés–, que fou l'opció que va resultar guanyadora en un concurs popular al barri.
La bèstia, portada sempre per la colla de l'Orfeó Martinenc, és protagonista de l'espectacle de foc que es fa cada any durant la festa major del barri, per Sant Martí, i també es deixa veure en més actes i celebracions de la ciutat, acompanyada dels diables i dels ritmes dels Tabalers del Clot.